# Max Grafe
Max Grafe fue un árbitro de fútbol alemán perteneciente a la Fereración Alemana de Fútbol (DFB). Su equipo fue el Sportfreunde Leipzig.
Grafe dirigió la final del Campeonato Alemán de Fútbol de 1909/1910 el 15 de mayo de 1910 entre el Karlsruher FV y el FV Holstein Kiel, el cual tuvo lugar en el estadio de Weidenpescher Park en Colonia y finalizó con el resultado de 1:0 para los badenes tras la prórroga. Tuvo también participación internacional como árbitro al dirigir el primer partido entre las selecciones de Alemania y Bélgica (0:3) el 16 de mayo de 1910 en Duisburgo, curiosamente un día después de haber arbitrado la final del campeonato nacional alemán en Colonia.

## Links Web
- Einsätze bei weltfussball.de

- Datos: Q1806830